# Hejin
Koordinaten: 35° 35′ N, 110° 42′ O
Hejin (河津市,  Héjīn Shì) ist eine chinesische kreisfreie Stadt. Sie gehört zum Verwaltungsgebiet der bezirksfreien Stadt Yuncheng im Süden der Provinz Shanxi. Die Fläche beträgt 597,6 Quadratkilometer und die Einwohnerzahl 392.561 (Stand: Zensus 2020). 1999 zählte Hejin 353.257 Einwohner.
Der Houtu-Tempel im Dorf Guduo (Guduo Houtu miao 古垛后土庙) steht auf der Liste der Denkmäler der Volksrepublik China.